# Stary Dwór (Lubusz)
Pour les articles homonymes, voir Stary Dwór.
Stary Dwór (prononciation : [ˈstarɨ ˈdvur]) est un village polonais de la gmina de Trzciel dans le powiat de Międzyrzecz de la voïvodie de Lubusz dans l'ouest de la Pologne.
Il se situe à environ 16 kilomètres à l'ouest de Trzciel (siège de la gmina), 14 kilomètres au sud-est de Międzyrzecz (siège de le powiat), 46 kilomètres au nord de Zielona Góra (siège de la diétine régionale) et 53 kilomètres au sud-est de Gorzów Wielkopolski (capitale de la voïvodie).
Le village comptait approximativement une population de 360 habitants en 2006.

## Histoire
Avant 1945, ce village était sur le territoire de l'Empire allemand dans le Royaume de Prusse dans la province de Brandebourg sous le nom de Altenhof. (voir Évolution territoriale de la Pologne)
De 1975 à 1998, le village appartenait administrativement à la voïvodie de Gorzów .

Depuis 1999, il appartient administrativement à la voïvodie de Lubusz